# (29550) Yaribartolini
(29550) Yaribartolini, désignation provisoire 1998 BE44, est un astéroïde de la ceinture principale de 4,983 km de diamètre découvert en 1998.

## Description
(29550) Yaribartolini a été découvert le 25 janvier 1998 dans la Station d'observation d'Asiago Cima Ekar, gérée par l'observatoire astronomique de Padoue en Italie, par Maura Tombelli et Giuseppe Forti.

### Caractéristiques orbitales
L'orbite de cet astéroïde est caractérisée par un demi-grand axe de 2,69 ua, un périhélie de 2,14 ua, une excentricité de 0,20 et une inclinaison de 13,86° par rapport à l'écliptique. Du fait de ces caractéristiques, à savoir un demi-grand axe compris entre 2 et 3,2 ua et un périhélie supérieur à 1,666 ua, il est classé, selon la JPL Small-Body Database, comme objet de la ceinture principale.

### Caractéristiques physiques
(29550) Yaribartolini a une magnitude absolue (H) de 13,5 et un albédo estimé à 0,317, ce qui permet de calculer un diamètre de 4,983 km.Ces résultats ont été obtenus grâce aux observations du Wide-field Infrared Survey Explorer (WISE), un télescope spatial américain mis en orbite en 2009 et observant l'ensemble du ciel dans l'infrarouge, et publiés en 2015 dans un article présentant les résultats concernant 7 956 astéroïdes.

## Étymologie
Cet astéroïde est nommé en l'honneur de Yari Bartolini (2018-), un petit-fils de la première découvreuse.